# Arthrolytus fasciatus
Arthrolytus fasciatus är en stekelart som först beskrevs av Léon Abel Provancher 1881.  Arthrolytus fasciatus ingår i släktet Arthrolytus och familjen puppglanssteklar. Inga underarter finns listade.